# Činný rod
Činný rod (aktivum) je mluvnická kategorie sloves, kterou vyjadřujeme, že podmět je původcem děje (agentem). Činný rod je základním vyjadřovacím slovesným rodem, trpný rod je rodem odvozeným. Některé jazyky mají ještě třetí rod, stojící mezi aktivem a pasivem, tzv. medium.
Činný rod lze změnit na trpný změnou tvaru slovesa a záměnou podmětu za předmět (tzv. deagentizací). Od některých, zejména neosobních sloves, nelze pasivum vytvořit – např.: Prší.